# Adolf Gondrell

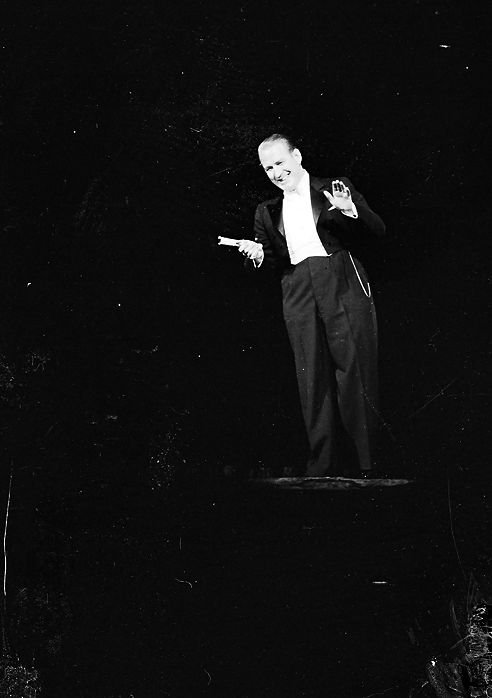
Adolf Gondrell in der Berliner Scala, 1935

Adolf Gondrell, geborener Adolf Grell, (* 1. Juli 1902 in München; † 13. Januar 1954 ebenda) war ein deutscher Conférencier, Film- und Bühnenschauspieler.

## Leben
Gondrell war der Sohn des Schauspielers Adolf Grell. Er begann seine Bühnenlaufbahn kurz nach dem Ersten Weltkrieg. Bekannt wurde er in den 1920er Jahren als Conférencier in der von ihm geleiteten Bonbonniere am Münchner Platzl. Er machte sich aber auch in Berlin einen Namen als Kabarettist an der Scala, beim Kabarett der Komiker und bei Auftritten im Wintergarten. 1935 erwarb Adolf Gondrell die Künstlerkneipe Simpl im Haus Türkenstraße 57 in München und verkaufte sie 1941 an den Wiener Humoristen Theo Prosel weiter, der für ihn die Geschäfte geführt hatte. Beim Film war Gondrell seit 1933 meist in kleineren Rollen aktiv. In Es waren zwei Junggesellen verkörperte er 1935 eine der beiden Titelfiguren. Gondrell stand 1944 in der Gottbegnadeten-Liste des Reichsministeriums für Volksaufklärung und Propaganda.
Seit 1945 war er Mitglied der Münchner Kammerspiele, daneben trat er an anderen Bühnen wie der Kleinen Komödie am Max II auf. Er spielte Alfred Doolittle in Pygmalion, Puntila in Herr Puntila und sein Knecht Matti, den Bäcker in Pagnols Madame Aurelie, Dr. Lausitz in Des Teufels General und wurde besonders als Dienstmann Alois Hingerl in Ein Münchner im Himmel bekannt. Für dieses Stück hatte er Ludwig Thomas Erzählung bearbeitet. Als Synchronsprecher lieh er u. a. Fredric March (Die Abenteuer des Mark Twain) seine Stimme.
Adolf Gondrell starb bei einem Gasherd-Unfall, aber auch Suizid kann nicht ausgeschlossen werden. Er liegt auf dem Münchner Ostfriedhof im Stadtteil Obergiesing begraben.

## Ehrungen
Der Gondrellplatz in München (Kleinhadern) wurde nach ihm benannt.

## Filmografie
- 1929: Andreas Hofer
- 1929: Der Sonderling
- 1933: Ein Kuß in der Sommernacht
- 1934: Der Zithervirtuose
- 1934: Mit dir durch dick und dünn
- 1936: Die unmögliche Frau
- 1936: Es waren zwei Junggesellen
- 1936: Unter heißem Himmel
- 1939: Ich bin gleich wieder da
- 1940: Das sündige Dorf
- 1941: Der Trichter Nr. 14 - Volkshumor aus deutschen Gauen
- 1941: Was will Brigitte?
- 1941: Der scheinheilige Florian
- 1941: Der siebente Junge
- 1941: Venus vor Gericht
- 1941: Alarmstufe V
- 1942: Kleine Residenz
- 1943: Der unendliche Weg
- 1944: Das Lied der Nachtigall
- 1944/47: Der Millionär
- 1944/49: Liebesheirat
- 1944/49: Die Nacht der Zwölf
- 1944/49: Münchnerinnen
- 1944/49: Philine
- 1947: Zwischen gestern und morgen
- 1949: Wer bist du, den ich liebe?
- 1950: Sensation im Savoy
- 1950: Küssen ist keine Sünd
- 1950: Glück aus Ohio
- 1951: Der letzte Schuß
- 1953: Skandal im Mädchenpensionat
- 1953: Lachkabinett
- 1953: Liebe und Trompetenblasen
- 1962: Ein Münchner im Himmel (nur Stimme)

## Trivia
Die Darstellung des Münchners im Himmel wurde 1962 als Zeichentrickfilm mit Gondrells Stimme verfilmt und erschien auf zahlreichen humoristischen Schallplatten.